# Hayo Harlda

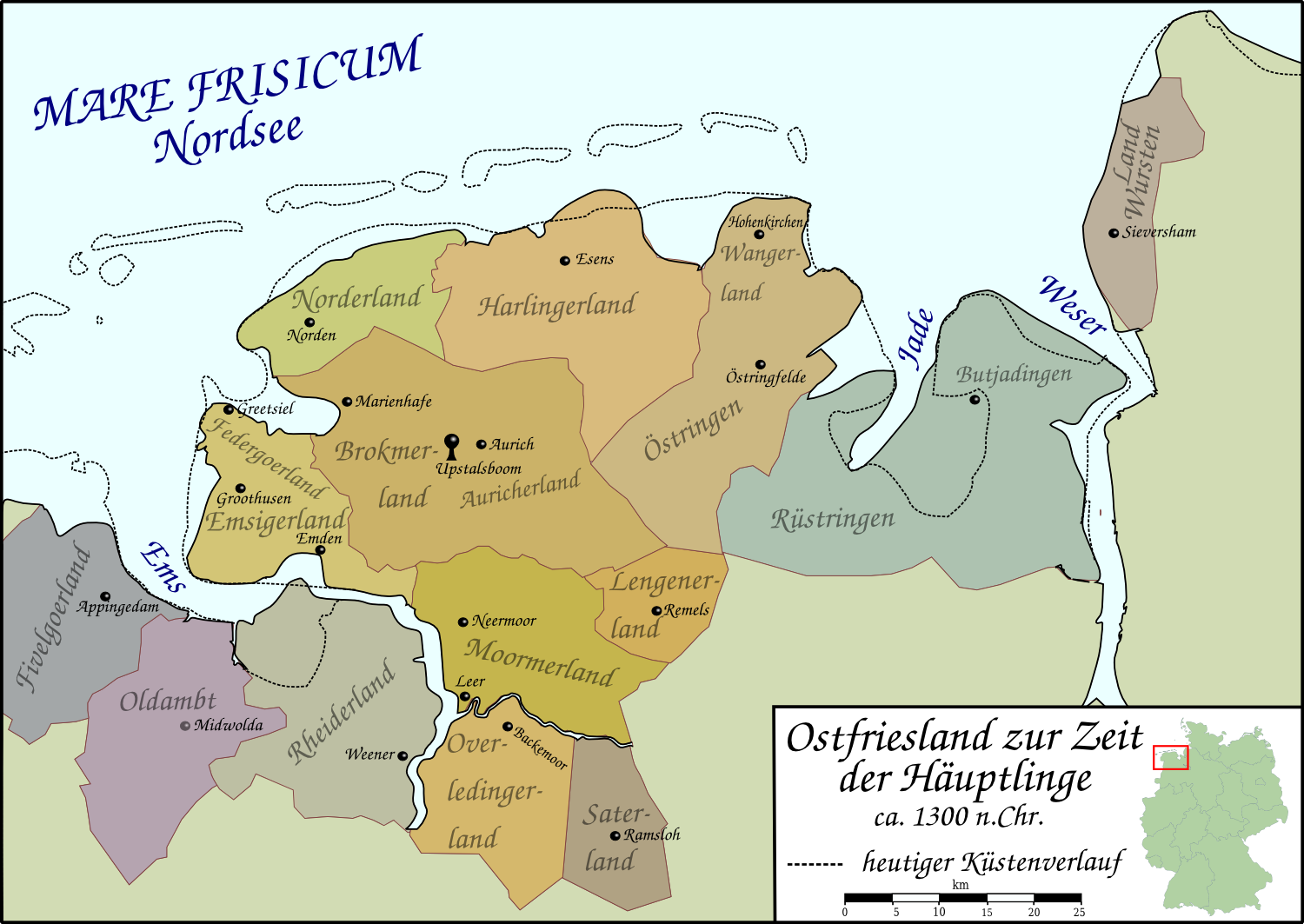
Ostfriesland zur Zeit des Häuptlingswesens.

Hayo Harlda (bezeugt 1420; † 1441) war ein Ostfriesischer Häuptling zu Jever.

## Leben
Hayo „Harlda“ war der erste Sohn aus der Ehe des Lubbe Sibets (bezeugt 1397–1420), Häuptling zu Burhave in Butjadingen, mit Eva, Tochter des Tanno Diuren von Wittmund aus dem Häuptlingsgeschlecht Kankena. Anders als sein Halbbruder Sibet (bezeugt 1416; † 1433) war er damit nicht mit Edo Wiemken dem Älteren verwandt – Sibets Mutter Frouwa war Hayo Harldas Stiefmutter. Erstmals bezeugt ist er 1420, als er für Sibet – erfolglos – Jever gegen Ocko II. tom Brok verteidigte und in dessen Gefangenschaft geriet. Im Bündnisvertrag zwischen Sibet und Ocko vom 23. Oktober 1420 erscheint er noch als Haye Lubbensone, 1431 (am 21. Dezember) nennt er sich selbst Hayo Harlde, to Jever, Wytmunde hovetling. Er soll die 1427 vertragsgemäß abgebrochene Burg Jever 1428 wieder aufgebaut haben. Mit der – nur 1431 überlieferten – Selbstbezeichnung als Häuptling auch „zu Wittmund“ bekundet er seine Zugehörigkeit zu den Kankena, die wohl auch im Blick auf Östringen und Jever für ihn politisch relevant war. Unklar ist, ob sein Beiname Harlda auf das Harlingerland und damit auf ein über seine Mutter vermitteltes, an den Kankena orientiertes, Abstammungsbewusstsein hindeutet.
Trotz der Abgrenzung zu Sibet, der sich Häuptling zu Rüstringen und Östringen nannte, und dessen östringische Häuptlingsautorität offensichtlich auch für Jever galt, hielt Hayo in den ostfriesischen Auseinandersetzungen um und nach 1430 zu seinem Halbbruder. Er verbündete sich mit ihm zusammen mit Focko Ukena von Leer gegen den gegen diesen gerichteten Freiheitsbund der Sieben Ostfrieslande unter dem Geschlecht der Cirksena. Nach Sibets Niederlage und tödlicher Verwundung bei Bargebur am 29. Juli 1433 verteidigte Hayo, gemeinsam mit Lubbe Onneken, dem Mann seiner Schwester Rineld, die Sibetsburg gegen hamburgische und ostfriesische Belagerer, musste aber nach einigen Wochen wegen Mangel an Vorräten aufgeben. Da die Burg lange den Vitalienbrüdern als Schlupfwinkel gedient hatte, war die Hanse nicht bereit, die Burg an Hayo und Lubbe zurückzugeben. Sie wurde daher 1435 abgerissen.
In der Folge konzentrierte sich Hayo auf Jever, nach dem er sich später benennt. Auch kam er in den Besitz der Wangerländer Oldeburg und nahm offensichtlich auch Herrschaftsfunktionen für Östringen und das Wangerland wahr. Vermutlich aus Rücksichtnahme auf die häuptlingskritische, landesgemeindliche Bewegung in dieser Zeit, benannte er sich aber nicht, so wie zuvor Sibet, Häuptling zu Östringen. Zusammen mit seinem Schwager Lubbe Onneken bemühte er sich allerdings – erkennbar für 1438 – um die seit Sibets Tod nicht mehr ausgeübten Häuptlingsrechte in Rüstringen und dem alten Rüstringer Landesviertel Bant. Hayo und Lubbe beriefen sich dabei, allem Anschein nach, auf die erbrechtlichen Ansprüche, die sie aus ihrer Verwandtschaft mit dem kinderlos gestorbenen Sibet ableiteten. Die Landesgemeinde trug dem Rechnung und wählte beide, unter Vermeidung des Häuptlingsbegriffes, 1438 zu erblichen vorstendere und vormundere eres landes. Hayo nannte sich allerdings auch weiterhin Häuptling zu Jever, womit er die Bedeutung Jevers als Machtzentrum seines – damals noch nicht zum Jeverland zusammengewachsenen – Autoritätsraum betonte.

## Ehe und Nachkommen
Hayo Harlda war mit Ivese, einer Tochter des 1414 von der Stadt Bremen aus seinem Herrschaftsbereich vertriebenen Stadländer Häuptlings Dide Lubben (bezeugt 1384–1414) verheiratet. Aus ihrer Ehe sind vier Söhne nachzuweisen, darunter Tanno Duren (bezeugt 1442; † 1468), der ebenfalls Häuptling zu Jever war. Hayo Harlda starb im Herbst 1441 an der Pest.